# 90446 Truesdell
90446 Truesdell è un asteroide della fascia principale. Scoperto nel 2004, presenta un'orbita caratterizzata da un semiasse maggiore pari a 2,3539701 UA e da un'eccentricità di 0,2172063, inclinata di 5,61466° rispetto all'eclittica.